# Ștefania Mărăcineanu
Ștefania Mărăcineanu (Bucarest, 18 giugno 1882 – Bucarest, 15 agosto 1944) è stata una fisica rumena.
(Marie Curie)

## Biografia
Si sa poco della vita privata di Ștefania Mărăcineanu, se non che ha avuto probabilmente un'infanzia infelice. Ha conseguito la laurea in scienze fisiche e chimiche nel 1910; in seguito insegnò alla Scuola Centrale per Ragazze di Bucarest. Si recò successivamente a Parigi come ricercatrice all'Istituto Curie dove collaborò con Marie Curie dal 1919 al 1926. Nel 1924 conseguì il dottorato. All'Istituto Curie, la Mărăcineanu si dedicò allo studio dell'emivita del polonio e riuscì a mettere a punto dei metodi per misurarne il decadimento alfa. Questo lavoro la indusse a dedurre che gli isotopi radioattivi potessero essere formati dagli atomi a seguito dell'esposizione ai raggi alfa del polonio: un'osservazione che portò al Premio Nobel del 1935 di Irène Joliot-Curie. Mărăcineanu indagò anche sulla possibilità che la luce del sole inducesse la radioattività; tale lavoro tuttavia fu contestato da altri ricercatori.
La Mărăcineanu ha continuato a lavorare all'Osservatorio di Parigi fino al 1930, dopo di che tornò in Romania e condusse esperimenti per studiare il legame tra radioattività e pioggia, e delle piogge con i terremoti. Morì nel 1944, ma la data esatta e il motivo non sono noti.
Con l'aiuto della Accademia delle Scienze di Romania scoprì la radioattività artificiale e avrebbe meritato di condividere il premio Nobel con Irene Curie, potendo così uscire dall'isolamento dal mondo scientifico in cui si trovò.